# Ava Adore
"Ava Adore" er en sang skrevet af Billy Corgan og indspillet af Smashing Pumpkins. Det er den første single fra bandets fjerde album Adore fra 1998. 
"Ava Adore" udviste en lyd fra Smashing Pumpkins, der på denne sang og resten af albummet integrerede de traditionelle instrumenter med loops og elektronisk musik. Live blev sangen dog fremført i en traditionel rockversion med fokus på elektrisk guitar og voldsomme trommer. Da Jimmy Chamberlin vendte tilbage til bandet senere i 1998, lavede man et par alternative arrangementer af sangen, hvoraf den ene på bandets verdensturné i 2000 ironisk nok var en elektronisk udgave i stil med albumversionen. 
Singlen blev faktisk kun udgivet som cd-single i Europa i maj 1998 kort før udgivelsen af albummet, hvor den også blev et stort hit. I 1998 blev sangen også udgivet på et canadisk opsamlingsalbum Big Shiny Tunes 3, hvor "Ava Adore" var placeret som den første sang. Opsamlingspladen opnåede 8-dobbelt platin i Canada. I 2001 blev "Ava Adore" også udgivet på Smashing Pumpkins' Greatest Hits-plade Rotten Apples.
I Danmark blev "Ava Adore" den første Smashing Pumpkins-sang siden "1979", som opnåede en plads på P3's Tjeklisten. I maj 1998 debuterede "Ava Adore" som nummer 19 på listen. Ugen efter rykkede sangen dog en plads op som nummer 18, og den placering holdt den også ugen efter. I juni 1998 røg sangen ud af Tjeklisten igen. 
I forbindelse med udgivelsen af bandets syvende album Oceania i 2012 lavede musikmagasinet Rolling Stone en oversigt over de 20 bedste sange fra Smashing Pumpkins ud fra en omfattende afstemning blandt fans. "Ava Adore" blev stemt ind som nummer 15 på listen.

## B-sider
- "Czarina"
- "Once in a While"

Begge sange er skrevet af Billy Corgan.

## Musikvideo
Musikvideoen blev filmet i ét langt stræk og er bandets dyreste musikvideo. Den er instrueret af Nick Goffey og Dominic Hawley, der også har lavet videoer for David Bowie, Robbie Williams og Oasis. Videoen viste bandets tre originale medlemmer med deres nye gotiske udseende, som de også optrådte med på scenen ved deres koncerter i 1998. Videoen er kendt for at filme hurtigt og langsomt frem og tilbage, mens Billy Corgans og hans bandmedlemmers vokal fortsat stemmer overens med lyden. Beregninger til det formål krævede meget arbejde og resulterede i så meget forsinkelse, at bandet var ved at droppe musikvideoen helt. 
| Musik | Spire Denne musikartikel er en spire som bør udbygges. Du er velkommen til at hjælpe Wikipedia ved at udvide den. |